# アメリカ (サイモン&ガーファンクルの曲)
「アメリカ」（America）は、サイモン&ガーファンクルの楽曲。ポール・サイモン作詞作曲。

## 概要
1968年4月3日にリリースされたアルバム『ブックエンド』に収録。ロック系の曲としては珍しく、韻を踏まない歌詞が特徴となっている。
ジョー・オズボーン（ベース）、ラリー・ネクテル（ハモンドオルガン）、ハル・ブレイン（ドラム）らがレコーディングに参加。ソプラノ・サックスとクラリネットの演奏者の名前は不明。
その後、1971年に米国のみのプロモーション用で制作された「ご機嫌いかが (Keep The Customer Satisfied)」のB面に収められ、次いで翌1972年に、『グレイテスト・ヒッツ』のリリースに合わせてシングル盤としてリリースされ、Billboard Hot 100 で最高97位となった。一方、このシングル盤のB面に収められた「エミリー、エミリー (For Emily, Whenever I May Find Her)」は、予想外の評判を呼び、最高53位までチャートを上昇した。日本では1971年8月に独自企画のシングル盤がリリースされ、オリコンで最高15位となり、21週間チャートインした。
この曲の歌詞には、ミシガン州サギノー、ペンシルベニア州ピッツバーグといった都市の名や、ニュージャージー・ターンパイク、グレイハウンド・バス、ミセス・ワグナーズ・パイ、ギャバジンのスーツなどへの言及が盛り込まれている。
この曲は、韻を踏まない普通の語り口のままの歌詞で、アメリカの真の意味を求める2人連れの実際の旅と比喩としての旅を描いている。歌詞が比喩するところでは、最初は希望に満ちている恋人たちが、やがて苦悩や悲しみの感覚へと転じていく。「'Kathy, I'm lost,' I said, though I knew she was sleeping」という歌詞は、サイモンが1965年にイングランドで生活していたころ関係があったキャシー・チティ(Kathy Chitty)への言及である。
より、字義通りに理解すれば、この歌はニューヨークを目指し、アメリカを東へと旅する様子を描いており、サイモンが登場させる恋人たちは、ミシガン州からピッツバーグを経て、ニューヨークへとつながるニュージャージー・ターンパイクに到達する。
作者のポール・サイモンは、ソロ名義のライブでもこの曲を歌い続けており、サイモンのライブ・アルバム『ライヴ・ライミン』（1974年）や『ライヴ・イン・セントラル・パーク』（1991年）にも収録された。
2000年、映画『あの頃ペニー・レインと』のサウンドトラックに取り上げられた。主人公の姉アニタは、自分が家を出てスチュワーデスになった理由を、この曲をかけることで表現する。
近年のコンピレーションCDに入っているこの曲はシングル盤のバージョンを用いており、イントロ部分に雑音は入っていない。これに対し、アルバム『ブックエンド』のバージョンでは、この曲の前に入っている「わが子の命を救いたまえ (Save the Life of My Child)」と連続するつなぎの音が入っている。

## チャート
| 1971年のチャート       | 最高位 |
| ---------------------- | ------ |
| 日本・オリコンチャート | 15     |

| 1972年のチャート       | 最高位 |
| ---------------------- | ------ |
| 英・シングル・チャート | 25     |
| 米・Billboard Hot 100  | 97     |

## カバー・バージョン

### 1-2-3/クラウズによる編曲
スコットランドのプログレッシヴ・ロック・バンド、クラウズは、バンド名を改める前、1-2-3 と名乗っていた頃に、1967年にロンドンのマーキー(The Marquee)で「アメリカ」を演奏しており、これはサイモン&ガーファンクルによるレコーディングがまだ行われていない時点における演奏であった。この1-2-3による「アメリカ」のライブ演奏は録音されており、2010年発売のコンピレーション・アルバム『Up Above Our Heads [Clouds 1966-71]』で初めて公式に発表された。
ポール・サイモンは、1965年にこの曲のデモテープをロンドンのレヴィ・スタジオ(Levy studios)で録音したが、そのテープが、スタジオのエンジニア（ラジオ・ルクセンブルクの Stu Francis）を介してバンドに渡ったのであった。1-2-3 は、やはりこのデモテープに基づいて「サウンド・オブ・サイレンス」も演奏していた。

### イエスによる編曲
1971年、イングランドのプログレッシヴ・ロック・バンドのイエスが、本曲に再編曲を施した。彼等は拍子を変えたり長い間奏部を導入するなど、曲にプログレッシヴ・ロック特有の要素を盛り込む一方、歌詞が反復されながらフェードアウトするという原曲の終結部（アウトロ）を削除した。彼等の完全バージョンは10分半にも及び、1972年にアトランティック・レコードのサンプラー・アルバム『The New Age of Atlantic』で発表された。そして4分あまりに編集された短縮バージョンがシングルとしてリリースされ、ポップ・チャートの46位まで上昇した。
彼等はライブでは、初代キーボード奏者のトニー・ケイが在籍していた1970年から本曲を演奏していたことがブートレッグで確認できる。スタジオ録音では、ケイに代わって1971年に加入したリック・ウェイクマンがキーボードを演奏した。スタジオでのレコーディング風景を撮影したプロモーション・フィルム（1971年）が存在する。
完全バージョンは1975年にイエスのコンピレーション・アルバム『イエスタデイズ』に収録され、さらに2003年にリマスター盤として再発売されたアルバム『こわれもの』にボーナス・トラックとして収録された。短縮バージョンはボックスセット『イエスイヤーズ』や『イエスストーリー』、リマスター盤『危機』に収録された。
1996年のライブ・アルバム『キーズ・トゥ・アセンション』では、1971年のレコ―ディング・メンバーからビル・ブルーフォードを除いた4名にブルーフォードの後任だったアラン・ホワイトが加わって、本曲が披露されている。
イエスの演奏は前述の1-2-3のそれに近いとされており、クラウズのキーボード奏者でソングライターのビリー・リッチー（Billy Ritchie）は、1995年4月のインタビューで「（イエスが）我々を元にしていることは明白」と語った。一方、ウェイクマンはそれを完全否定している。

### デヴィッド・ボウイの演奏
デヴィッド・ボウイは、この曲の印象的なミニマリズム的演奏で、アメリカ同時多発テロ事件を受けて2001年10月20日に開催されたザ・コンサート・フォー・ニューヨーク・シティ(The Concert for New York City)のオープニングを飾った。このときボウイは、ステージの中央で椅子に座り、マイクロフォンと鈴木楽器製作所製のオムニコードだけによる演奏を行なった。興味深いのは、ボウイが1967年当時、1-2-3（後のクラウズ）がこの曲を演奏した際に、マーキーでそれを聴いていたという点である。ボウイはこのバンドのビリー・リッチーの友人であり、このバンドは、当時まだ無名だったボウイの曲「I Dig Everything」も演奏していた。

### その他のバージョン
- バート・ソマーは、1969年のウッドストック・フェスティバルでこの曲を歌い、スタンディングオベーションを受けたが[17][18]、所属レーベルの関係からライブ盤にも、映画『ウッドストック/愛と平和と音楽の三日間』（1970年）にも収録されなかった[18]。
- ルネッサンスは、1997年発表のコンピレーション・アルバム『Songs from Renaissance Days』に、この曲のカバーを収録。
- テナー歌手ジョシュ・グローバンは、ライブ・アルバム『Live at The Greek』（2004年）でこの曲をカバーしている。グローバンは、2011年7月4日にワシントンD.C.のアメリカ合衆国議会議事堂前で開催されたコンサート「A Capitol Fourth」でもこの曲を歌った。
- 女性ヴォーカリストのアリッサ・グラハム(Alyssa Graham)は、サイモンの歌詞の「Kathy」を「Douglas」と置き換え、2008年のアルバム『Echo』の冒頭に収録している。
- ルーシー・ウェインライト・ローチェ(Lucy Wainwright Roche)は、ザ・ローチェズ(The Roches)とともに、2010年のアルバム『Lucy』にこの曲を収録している。
- アメリカは、2011年のアルバム『Back Pages』で、この曲を取り上げてカバーしている。